# Ґомісджварі
Ґомісджварі (груз. გომისჯვარი) — село в Грузії.
За даними перепису населення 2014 року в селі проживає 18 осіб.